# Zsigmond Villányi
Zsigmond Villányi (né le 1er janvier 1950 à Hercegszántó et mort le 13 janvier 1995 à Göd) est un pentathlonien hongrois. Il participe aux Jeux olympiques d'été de 1972 où il remporte la médaille d'argent par équipe.

## Palmarès

### Jeux olympiques
- Jeux olympiques de 1972 à Munich,  Allemagne
  -  Médaille d'argent dans l'épreuve par équipe[1].